# Crusnes
Crusnes é uma comuna francesa na região administrativa de Grande Leste, no departamento de Meurthe-et-Moselle. Estende-se por uma área de 6,06 km². Em 2010 a comuna tinha 1 586 habitantes (densidade: 261,7 hab./km²).